# Tremonti bond
Col nome di Tremonti bond sono state indicate delle obbligazioni bancarie perpetue, subordinate e ibride, studiate per migliorare la capitalizzazione Tier 1 delle banche italiane.
Tali titoli sono stati sottoscritti dal Ministero dell'Economia e delle Finanze italiano a partire dal febbraio del 2009 fino al 31 dicembre 2009 e sono stati creati per iniziativa dell'allora ministro Giulio Tremonti, tramite l'articolo 12 del decreto legge 185/2008, convertito dalla legge 2/2009.

## Sottoscrizione e rimborso
Prima che il MEF sottoscrivesse i titoli era necessaria una valutazione da parte della Banca d'Italia circa le condizioni economiche dell'operazione: successivamente con Decreto del Presidente del Consiglio dei Ministri, su proposta del Ministro dell'economia e delle finanze, venivano individuate le risorse necessarie a tal scopo. Il DPCM poi subiva un passaggio parlamentare presso le commissioni competenti tenute ad esprimere un parere non vincolante.
L'istituto di credito deve rimborsare il prestito obbligazionario entro il 29 gennaio 2019, ovvero entro dieci anni dalla data di entrata in vigore della legge 2/2009. Il prestito può essere anche convertito in azioni ordinarie mediante aumento di capitale riservato allo Stato.
Se il rimborso viene effettuato alla pari si pagano interessi da un minimo dell'8.5% ad un massimo dell'11% annuo: qualora esso avvenga invece sopra la pari gli interessi variano dal 7.5 all'11%.
Le modalità, i criteri e le condizioni relative alle procedure per la richiesta dei Tremonti Bond sono contenuti nel Decreto Ministeriale 25 febbraio 2009 come previsto dall'articolo 19 della predetta legge.
Le cedole dei Tremonti-bond sono pagate solo quando c'è un utile distribuibile e quindi sono perse nei casi in cui la banca è in perdita, in aggiunta essendo questo tipo di obbligazione di tipo ibrido in caso di abbattimento del capitale sociale il valore nominale dei titoli verrà ridotto di pari misura.
Il 21 luglio 2009, Banca d'Italia, della CONSOB e dell'ex ISVAP hanno pubblicato un documento congiunto qualifica i Tremont bond come parte del patrimonio netto, assimilate alle azioni ordinarie sia in caso di continuità aziendale che di liquidazione coatta o di procedura concorsuale. L'interesse non è quindi garantito: se in un esercizio non sono presenti utili distribuibili, essi non vengono cumulati negli esercizi successivi, determinando una remunerazione del capitale incerta e instabile nel tempo.

## Clausole
I Tremonti bond sono emessi dalle banche e sottoscritti dal Ministero dell'Economia e vincolati alle seguenti clausole:
1. mantenere il credito alle piccole e medie imprese
2. sospendere la riscossione delle rate dei mutui per quei soggetti in cassa integrazione o disoccupati
3. anticipare alle imprese la liquidità necessaria per pagare la cassa integrazione
4. limiti alle remunerazioni dei vertici aziendali e degli operatori di mercato, inclusi i trader

## Beneficiari
I Tremonti bond sono stati emessi, previo parere positivo della Banca d'Italia, da quattro banche di interesse nazionale per un controvalore complessivo di 4,05 miliardi di euro (Banco Popolare – 1.450 milioni di euro; Banca Popolare di Milano – 500 milioni di euro; Banca Monte dei Paschi di Siena - 1.900 milioni di euro; Credito Valtellinese – 200 milioni di euro).
Il 14 marzo 2011 Banco Popolare ha rimborsato per intero i 1.450 milioni di prestito obbligazionario con l'aggiunta di 86.44 milioni di euro a titolo di interessi maturati.
Nel giugno 2013 anche BPM restituisce i 500 milioni dei Tremonti Bond con l'aggiunta di 42.5 milioni di euro di interessi (corrisposti solo nel bilancio 2010, in quanto i successivi conclusisi in perdita).
Infine, Creval: il rimborso si effettua nel 2013, comprensivo di interessi pari a 34 milioni di euro, per gli esercizi 2010 e 2011. Per l'anno 2013, presso il Tribunale di Roma, è in corso un contenzioso tra Creval ed il Ministero dell'Economia e delle Finanze in quanto l'istituto valtellinese ritiene l'importo non dovuto sulla base di una interpretazione della normativa di riferimento. La causa è stata rimessa al giudice per la decisione.

## Monti bond
Con la legge 135/2012 e la legge 228/2012 sono stati varati i cosiddetti Monti bond, dal nome del Presidente del Consiglio dei Ministri Mario Monti, tecnicamente denominati Nuovi Strumenti Finanziari al fine di procedere al rafforzamento patrimoniale di Banca Monte dei Paschi di Siena S.p.A., su specifica richiesta dell'istituto stesso, il MEF provvede a sottoscrivere NSF per un totale di 3,92 miliardi di euro di cui 2,00 computabili nel patrimonio di vigilanza (Core Tier 1) e 1,92 al fine dell'integrale sostituzione dei Tremonti Bond di cui sopra.
Le modalità, i criteri e le condizioni della sottoscrizione sono stati attuati dal Decreto Ministeriale 21 dicembre 2012 prot. DT 100659.
Il 1º luglio 2014 la banca ha provveduto a rimborsare 3 miliardi di bond, mentre il saldo totale si è avuto nel giugno del 2015 con la restituzione del miliardo mancante. Il capitale del Monti Bond è stato rimborsato tramite denaro recuperato con due aumenti di capitale: gli interessi sul debito del 2013, pari a 350 milioni di euro, sono stati corrisposti al Ministero tramite il ricorso ad ulteriori Monti Bond, subito riacquistati, però, in seguito all'aumento di capitale.
Nel 2014, invece, una parte dei 240 milioni di euro di interessi dei Monti Bond) è stata convertita in azioni; questo ha reso lo Stato Italiano azionista della banca con una partecipazione di circa il 4%. I restanti 45,99 milioni, sono stati liquidati cash al Ministero dell'Economia e delle Finanze.
Una parte degli interessi incassati dallo Stato (100 milioni) sono stati destinati al Fondo per le Emergenze Nazionali.